# Замок Корладді
Замок Корладді (англ. Corluddy Castle, Grants Castle) — замок Гранта — один із замків Ірландії, розташований в графстві Кілкенні, біля селища Каррігін, на березі річки Шур. Замок нині в руїнах. Замок являв собою п'ятиповерхову вежу з арковими перекриттями. Замок стоїть на вершині пагорба на схід від селища. Замок належав аристократичній родині Грант. У 1641 році спалахнуло повстання за незалежність Ірландії. Господарі замку підтримали повстанців. Після придушення повстання Олівером Кромвелем замок і землі були конфісковані в господарів замку. Одним з володарів замку був Пітер Грант, що помер в 1510 році і був похований в соборі святого Каніса. Згідно з легендою замок Корладді будували, замішуючи розчин з додаванням крові. Замок був побудований після англо-норманського завоювання Ірландії 1169 року, судячи по всьому в ХІІІ столітті. Пізніше замком почала володіти родина Грант. Є легенда, що під замком є величезні підземелля. Замок був оточений колись заболоченою місцевістю.